# Once (film)

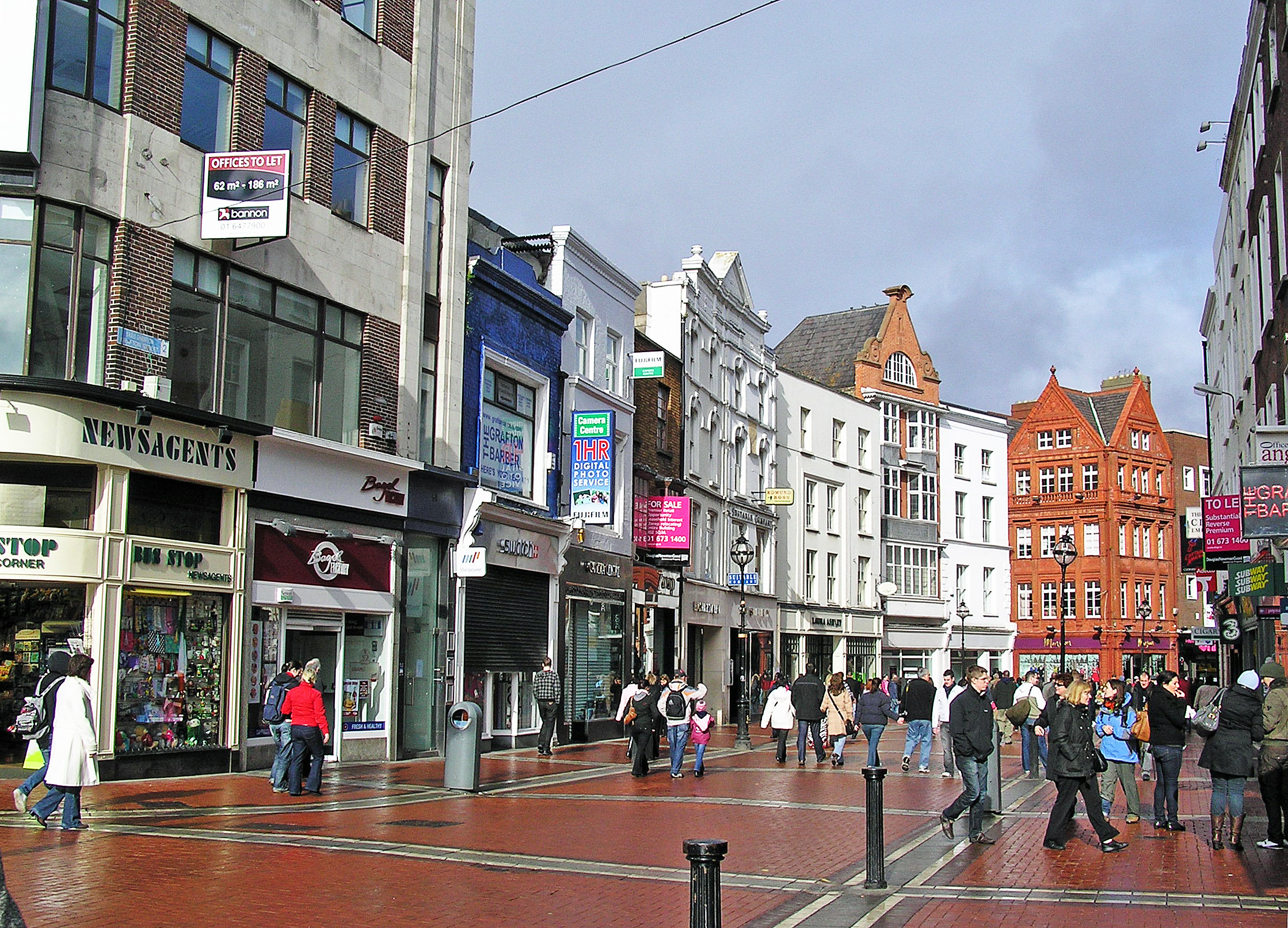
Grafton Street, Dublin. Een van de filmlocaties.

Once is een Ierse muziekfilm uit 2006 onder regie van John Carney.

## Verhaal
Een man werkt in een stofzuigerreparatiezaak, maar hij wil eigenlijk zijn brood verdienen als muzikant. Als zijn vriendin hem laat staan, is hij bedroefd, maar op een dag leert hij een Tsjechische immigrante kennen. Ze werkt als schoonmaakster, maar ze droomt ervan een piano te kunnen kopen. Ze krijgen een relatie en maken samen een demo.

## Rolverdeling
- Glen Hansard: Straatmuzikant
- Markéta Irglová: Pianiste
- Hugh Walsh: Timmy Drummer
- Gerard Hendrick: Gerry Hendrick
- Alaistair Foley: Bassist